# وارتبورگ ۳۵۳

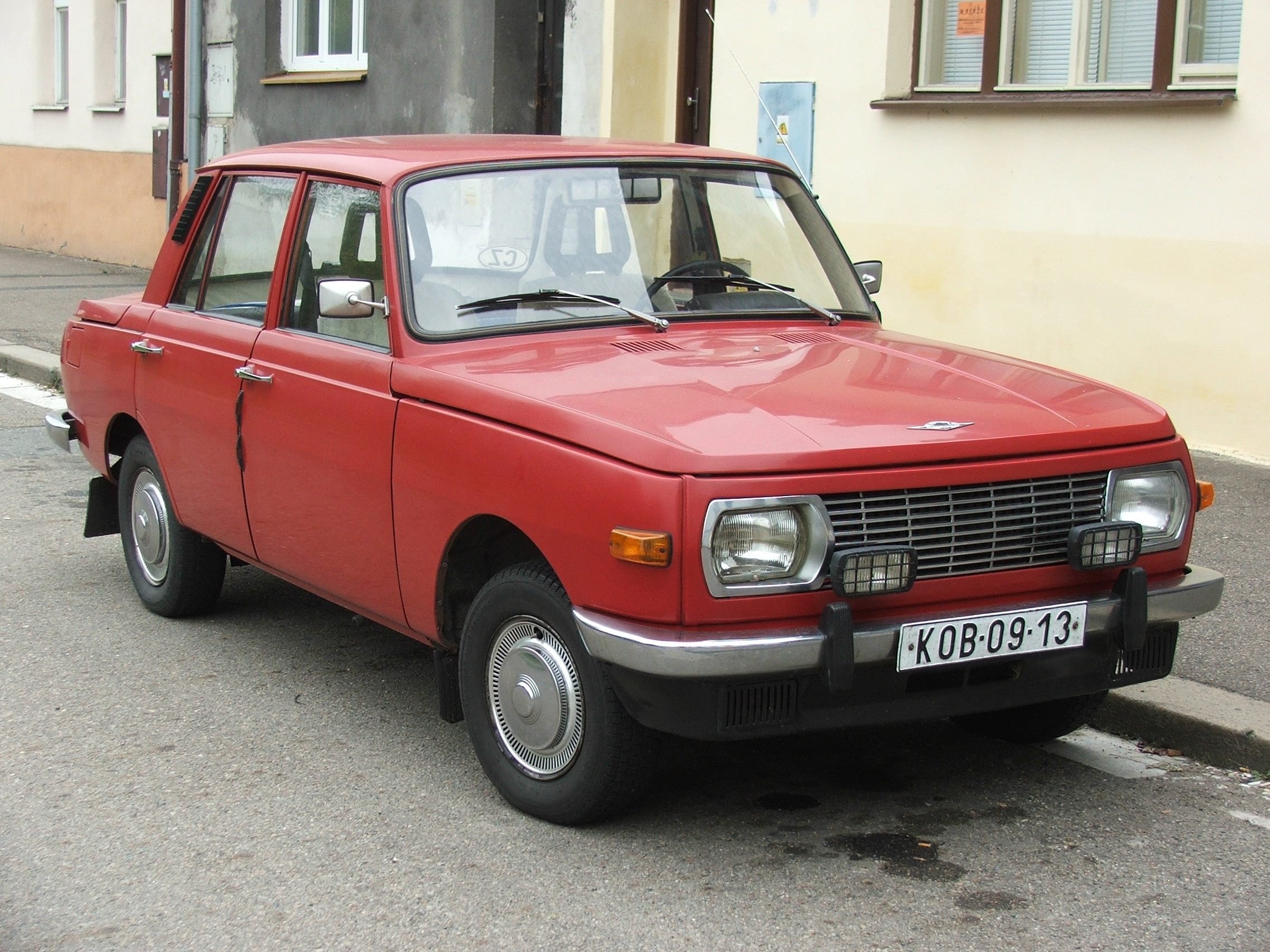

وارتبورگ ۳۵۳ (Wartburg ۳۵۳) خودرویی است که در سال‌های ۱۹۶۶ تا ۱۹۷۵; ۱۹۷۵-۱۹۸۳; ۱۹۸۳-۱۹۸۶; ۱۹۸۶ تا ۱۹۸۹در آیزناخ و جمهوری دمکراتیک آلمان تولید شده‌است.
طراحی آن خودروهای موتور جلو-محور جلو بوده طول آن در حالت طبیعی ۴٬۲۲۰ میلیمتر (۱۶۶٫۱ اینچ)، عرض آن در حالت طبیعی ۱٬۶۴۰ میلیمتر (۶۴٫۶ اینچ)، ارتفاع آن در حالت طبیعی ۱٬۴۹۰ میلیمتر (۵۸٫۷ اینچ) و وزن آن در حالت طبیعی ۹۲۰ کیلوگرم (۲٬۰۲۸ پوند) است.
موتور آن ۹۹۳ سی‌سی سامانه جعبه‌دندهٔ آن به صورت دستی است.

## نگارخانه

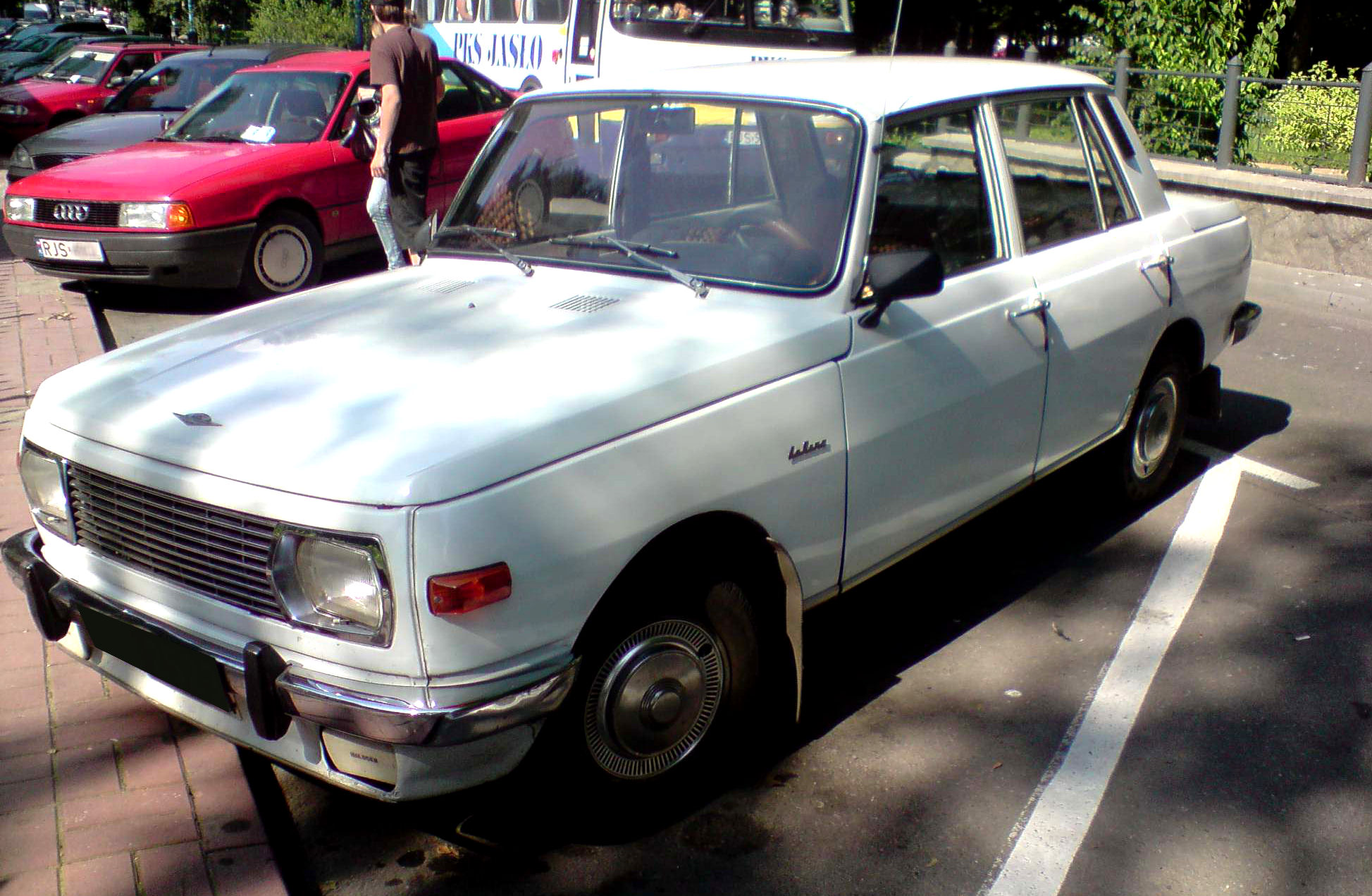
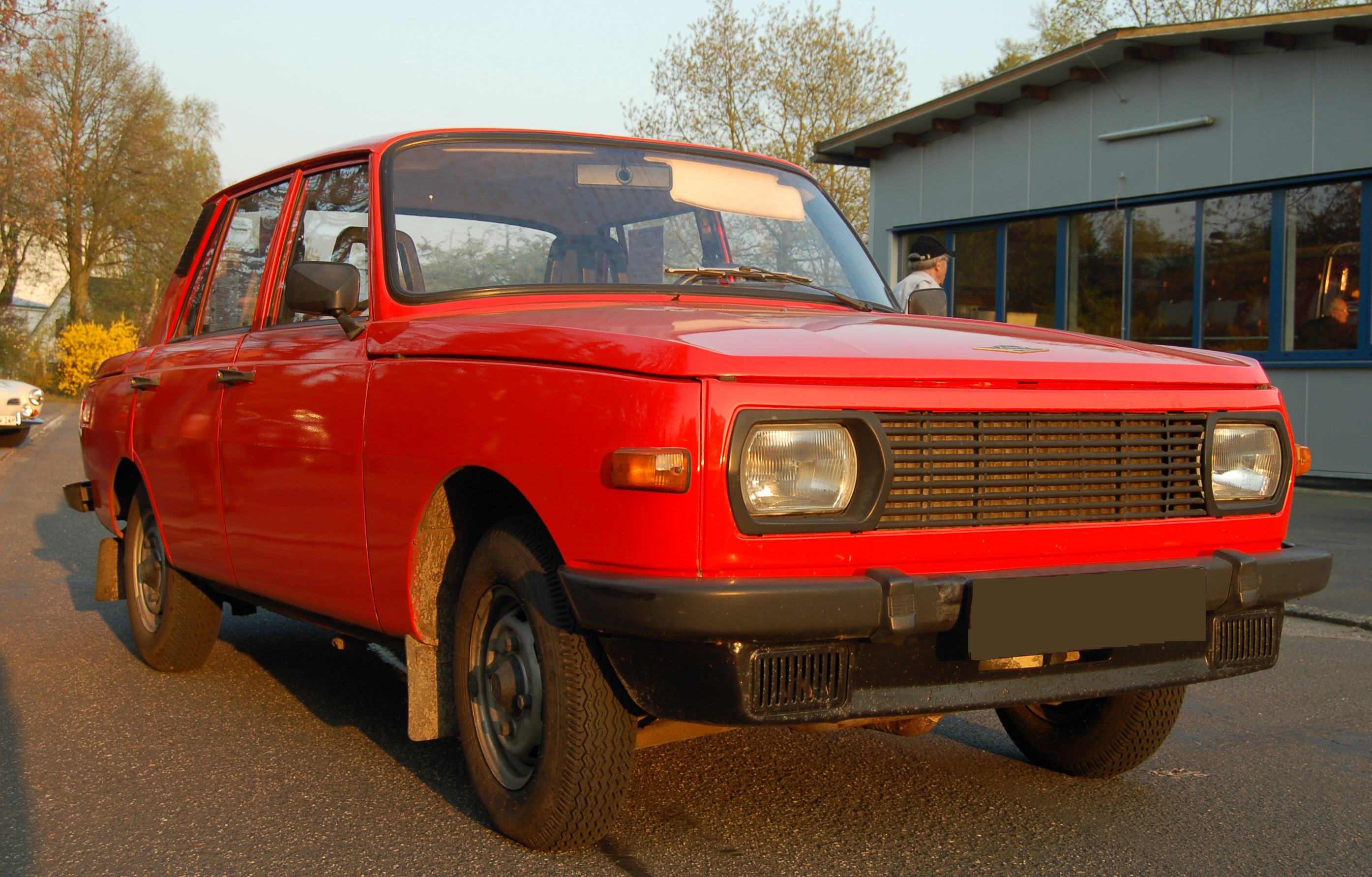
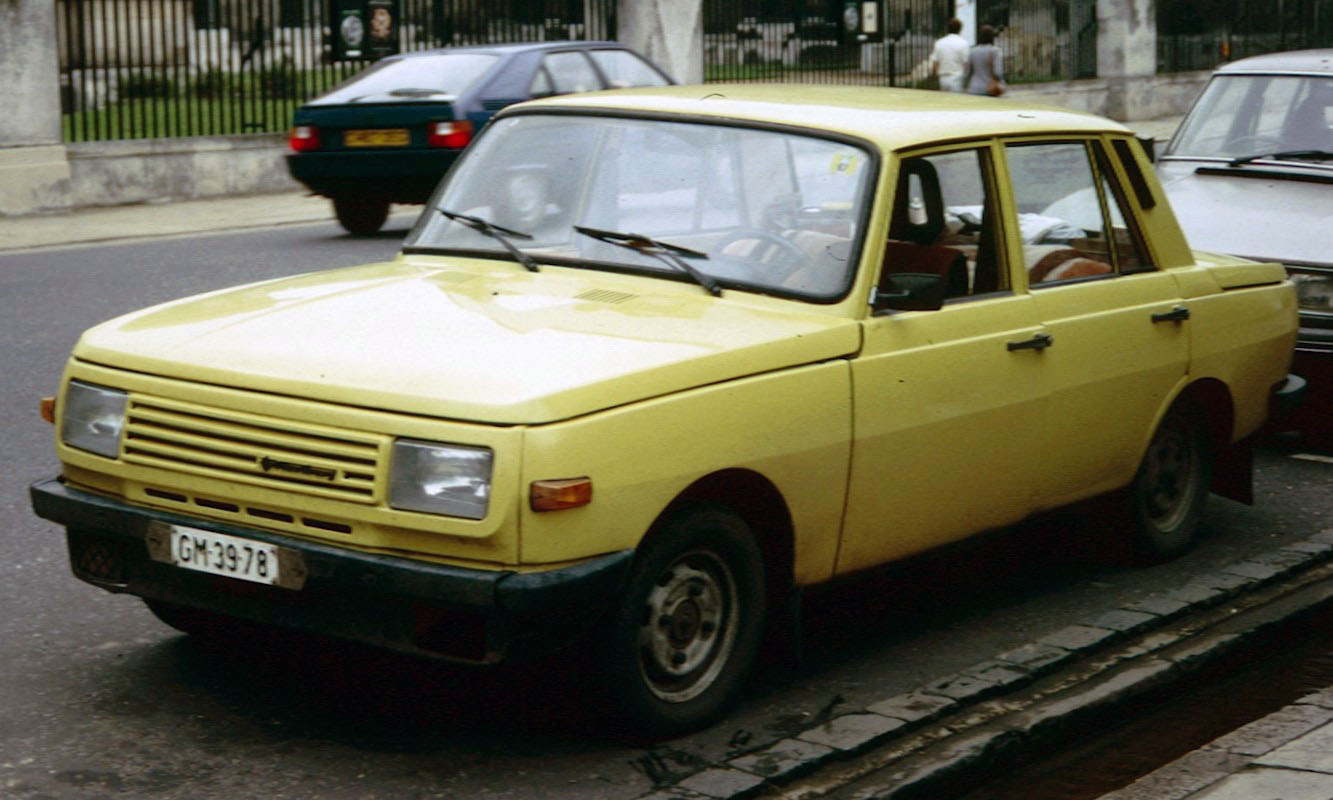
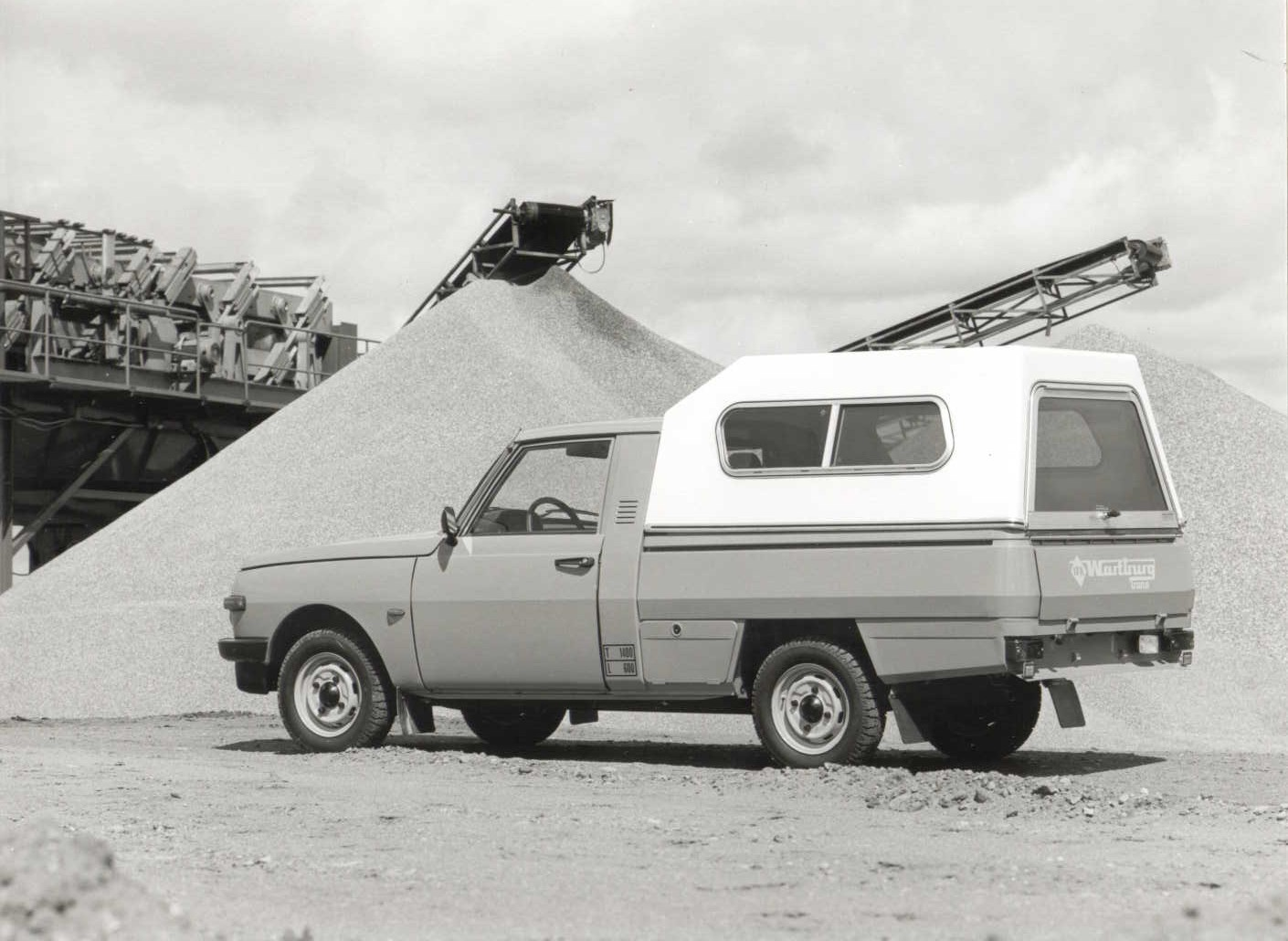
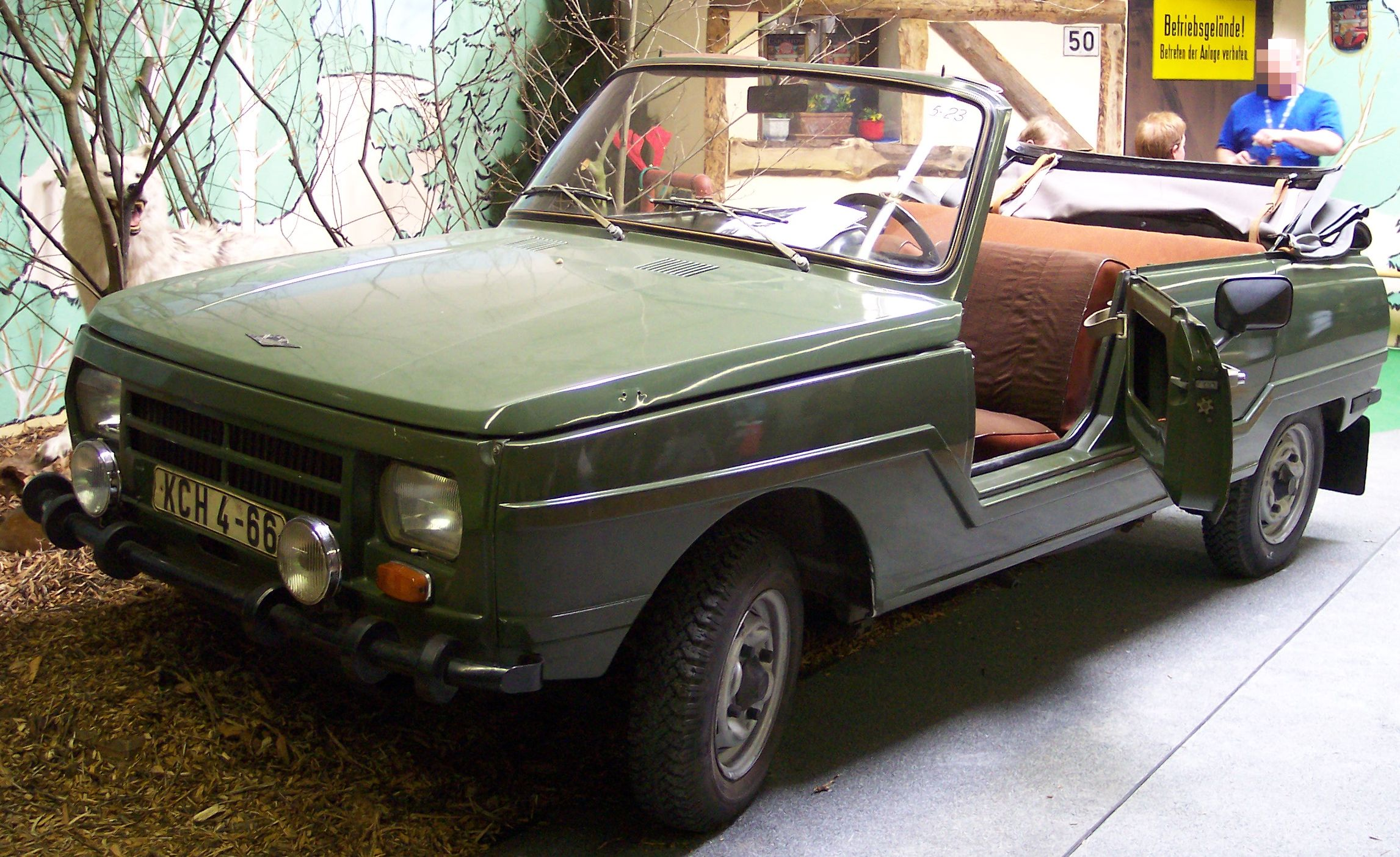
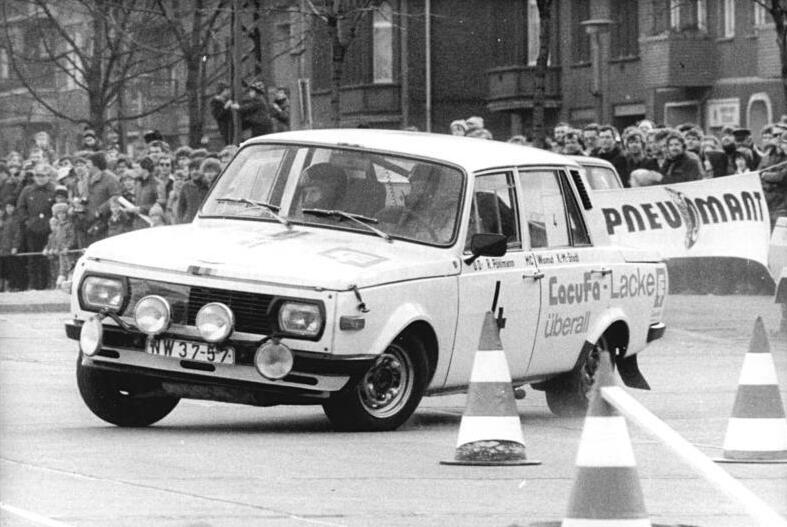